# Артур, Саймон, 4-й барон Гленартур
Достопочтенный Саймон Марк Артур, 4-й барон Гленартур (англ. Simon Mark Arthur, 4th Baron Glenarthur, родился 7 октября 1944) — британский лётчик гражданской авиации, бизнесмен, член Палаты Лордов от Консервативной партии Великобритании. Один из 90 наследных пэров, сохранивших своё место в Палате Лордов после Акта о Палате Лордов 1999 года.

## Биография

### Воинская служба
Родился в шотландской знатной семье, сын Мэттью Артура, 3-го барона Гленартура (англ. Matthew Arthur, 3rd Baron Glenarthur). Окончил Итонский колледж, в 1963 году призван в 10-й гусарский полк Королевского бронетанкового корпуса Британской армии. Занимал должность адъютанта Верховного комиссара Аденского протектората в 1964—1965 годах. Пилотировал военные и гражданские вертолёты с 1968 года. В 1976—1980 годах служил в полку Королевских гусар Территориального и армейского добровольческого резерва Великобритании, имел звание майора. В 1976—1982 годах — капитан экипажа вертолёта подразделения British Airways Helicopters в авиакомпании British Airways.
По собственным словам, лорд Гленартур налетал более 4 тысяч часов на военных и гражданских вертолётах, лично пилотировал гражданский Sikorsky S-61N.

### Правительственная деятельность
Лорд Гленартур сотрудничал с правительством Маргарет Тэтчер, в 1982 году занял должность камергера при королевском дворе и правительственного организатора, в 1983 году начал работу в Министерстве здравоохранения и социального обеспечения Великобритании на должности парламентского помощника министра. Позже перешёл на работу в Хоум-офис, в 1986 году назначен Государственным министром Шотландии. В 1987—1989 годах — Государственный министр иностранных дел и вопросов Содружества, занимался вопросами развития Гонконга и международными отношениями Великобритании и КНР.

### Предпринимательская деятельность
В 1977—1982 годах лорд Гленартур занимал должность директора компании Aberdeen and Texas Corporate Finance Ltd. В 1979—1982 — директор ABTEX Computer Systems Ltd. Старший руководитель Hanson plc в 1989—1996, заместитель председателя Hanson Pacific Ltd в 1994—1998 и директор Whirly Bird Services в 1995—2004. Консультант British Aerospace в 1989—1999 и Президент Национального совета по гражданской обороне в 1991—2003 годах. Председатель Консультативного совета вертолётной промышленности Великобритании в 1992—2004 годах и президент совета с 2004 года.
Лорд Гленартур также был директором Lewis Group в 1993—1994 годах, консультантом Chevron UK Ltd в 1994—1997 годах, директором Millennium Chemicals в 1996—2004 годах. Консультант Hanson plc в 1996—1999 годах, Imperial Tobacco Group plc в 1996—1998 годах, президент Европейской вертолётной ассоциации в 1996—2003 годах и Международной федерации вертолётных ассоциаций в 1997—2004 годах. Руководитель госпиталей Nuffield Health с 2000 года, консультант Audax Trading Ltd в 2001—2002 годах и директор компании в 2003—2005 годах. С 2001 года — комиссар Королевского госпиталя в Челси, с 2002 года — директор Союза медицинской защиты, с 2005 года — директор Andax Global.

### Руководящие должности в военной и гражданской авиации
Лорд Гленартур — член совета Air League с 1994 года, член Комитета по связи с национальными работодателями Резерва войск Её Величества в 1996—2002 годах. Председатель Национального консультативного совета работодателей Резерва вооружённых сил Великобритании. Лейтенант Королевской роты лучников, почётный полковник 306-го полевого госпиталя (с 2002) и почётный коммодор авиации 612-й Абердинской эскадрильи Вспомогательных ВВС Великобритании. Почётный член Почтенной компании воздушных пилотов и воздушных навигаторов с 1996 года (ливрейный человек). Член Чартерного института логистики и транспорта с 1978 года, действительный член с 1999 года. Действительный член Королевского общества воздухоплавания с 1992 года, почётный гражданин Лондона с 1996 года.

### Иная деятельность
В 2002 году лорд Гленартур участвовал в слушаниях по делу о крушении вертолёта Chinook в 1994 году у берегов Шотландии. В частности, он поддержал официальное заключение следствия о виновности пилотов вертолёта в крушении.
С 2010 года лорд Гленартур — губернатор и попечитель больницы сестры Агнес имени короля Эдуарда VII. Он направил письмо на австралийскую радиостанцию 2Day FM по поводу звонка её ведущих в госпиталь, связанного с беременностью Кэтрин, герцогини Кембриджской, и последующим самоубийством медсестры Джасинты Салданья. Гленартур в письме заявил, что испытал «настоящий ужас» по поводу того, что звонок был одобрен руководством радиостанции. По поводу неуместного звонка завели уголовное дело.

### Семья
Супруга — Сьюзан Барри, внучка графа Данмора и правнучка графа Лестера (с 1969 года). Сын — наследник титула, почтенный Эдвард Александр Артур (род. 9 апреля 1973), есть также дочь. Лорд Гленартур — прихожанин Церкви Шотландии.